# Liste der Landschaftsschutzgebiete im Landkreis Göppingen
Im Landkreis Göppingen gibt es 35 Landschaftsschutzgebiete. Nach der Schutzgebietsstatistik der Landesanstalt für Umwelt, Messungen und Naturschutz Baden-Württemberg (LUBW) stehen 15.711,19 Hektar der Landkreisfläche unter Landschaftsschutz, das sind 24,46 Prozent.
| Name                                                                | Bild | Kennung               | Einzelheiten | Position | Fläche Hektar | Datum         |
| ------------------------------------------------------------------- | ---- | --------------------- | --- | -------- | ------------- | ------------- |
| Heiligenbühl und Königsbühl                                         | BW   | 1.17.003 WDPA: 321513 | Deggingen Mit Wacholder durchsetzte, parkähnliche Schafweide auf der Alb. | ⊙        | 45,5          | 25. Jan. 2001 |
| Wasserberg                                                          |      | 1.17.006 WDPA: 325662 | Bad Überkingen, Deggingen 2 Teilgebiete. Teils Wacholderbestände, teils Steppenheide mit wertvollen Pflanzen. Ergänzungsflächen für das Naturschutzgebiet Haarberg-Wasserberg. | ⊙        | 34,3          | 2. Nov. 1937  |
| Burren                                                              | BW   | 1.17.008 WDPA: 320221 | Bad Überkingen | ⊙        | 11,2          | 2. Nov. 1937  |
| Christental und Galgenberg bei Nenningen                            | BW   | 1.17.010 WDPA: 320251 | Lauterstein Abhänge des "Kalten Feldes" mit Schafweiden; Bachtal | ⊙        | 94,5          | 2. Nov. 1937  |
| Hohenstaufen, Rechberg, Stuifen mit Aasrücken und Rehgebirge        |      | 1.17.011 WDPA: 321706 | Donzdorf, Eislingen/Fils, Göppingen, Ottenbach Die Kaiserberge sind bedeutsam durch ihre historische Vergangenheit; Naherholungsgebiet. | ⊙        | 3.659,6       | 12. Nov. 2003 |
| Sommerschafweide auf der Nordalb im Rennhau und am Wacholderburren  | BW   | 1.17.014 WDPA: 315922 | Deggingen | ⊙        | 117,7         | 27. Juni 1939 |
| Sommerschafweide am Hummelberg                                      | BW   | 1.17.016 WDPA: 315922 | Drackenstein | ⊙        | 1,0           | 27. Juni 1939 |
| Sommerschafweide an der Eichhalde                                   |      | 1.17.027 WDPA: 315922 | Bad Überkingen | ⊙        | 7,2           | 27. Juni 1939 |
| Sommerschafweide an der Heiligenhalde                               | BW   | 1.17.028 WDPA: 315922 | Bad Überkingen | ⊙        | 6,3           | 27. Juni 1939 |
| Sommerschafweide am Kahlenstein                                     | BW   | 1.17.029 WDPA: 315922 | Bad Überkingen | ⊙        | 6,4           | 27. Juni 1939 |
| Sommerschafweide am Kuchberg                                        |      | 1.17.030 WDPA: 315922 | Bad Überkingen | ⊙        | 49,8          | 27. Juni 1939 |
| Haarberg                                                            |      | 1.17.041 WDPA: 321286 | Deggingen Schöne Wacholderheide, Ergänzungsflächen für das Naturschutzgebiet Haarberg-Wasserberg. | ⊙        | 2,2           | 2. Nov. 1937  |
| Nassachtal                                                          |      | 1.17.043 WDPA: 323123 | Ebersbach an der Fils, Uhingen, Wangen Reizvolle naturnahe Landschaft mit der Vielfalt ihrer prägenden Elemente als naturnaher Lebens- und Erholungsraum. | ⊙        | 990,2         | 6. Sep. 1982  |
| Wagrain                                                             | BW   | 1.17.044 WDPA: 325500 | Geislingen an der Steige Abwechslungsreiches Tal der Albhochfläche mit gehölzbewachsenen Steinriegeln bei Weiler ob Helfenstein. | ⊙        | 126,8         | 18. Nov. 1971 |
| Landschaftsschutzgebiet bei der Stadt Weißenstein                   |      | 1.17.045 WDPA: 322423 | Lauterstein | ⊙        | 86,8          | 6. Nov. 2000  |
| Märzenhalde                                                         | BW   | 1.17.046 WDPA: 322911 | Bad Überkingen Auch Brunnenhalde genannt, Märzenhalde wegen der Frühlingsknotenblume (Märzenbecher); Hanglaubwald am Albsteilrand. | ⊙        | 11,0          | 2. Nov. 1937  |
| Hungerbrunnental                                                    |      | 1.17.047 WDPA: 321849 | Geislingen an der Steige Trockental mit episodisch fließender Quelle. | ⊙        | 121,1         | 6. Sep. 1972  |
| Kaltes Feld bis Rosenstein                                          | BW   | 1.17.049 WDPA: 322050 | Lauterstein | ⊙        | 14,0          | 4. Nov. 1974  |
| Vögelestal mit Umgebung                                             | BW   | 1.17.050 WDPA: 325429 | Geislingen an der Steige | ⊙        | 346,8         | 13. Sep. 2001 |
| Weigoldsberg                                                        |      | 1.17.051 WDPA: 325713 | Bad Überkingen, Deggingen | ⊙        | 226,9         | 22. Dez. 1975 |
| Albtrauf im Raum Bad Boll                                           |      | 1.17.052 WDPA: 319476 | Bad Boll, Gammelshausen | ⊙        | 857,2         | 23. Dez. 1975 |
| Hausener Wand                                                       |      | 1.17.054 WDPA: 321445 | Bad Überkingen Altes Bergsturzgebiet von geologischer Bedeutung durch den natürlichen Aufschluss der Weißjuraschichten. Ergänzung des gleichnamigen Naturschutzgebiets. | ⊙        | 15,6          | 9. Aug. 1937  |
| Landschaftsbestandteil um St. Patriz                                | BW   | 1.17.055 WDPA: 322413 | Böhmenkirch | ⊙        | 4,3           | 2. Nov. 1937  |
| Pappelallee zum Freihof                                             | BW   | 1.17.057 WDPA: 323617 | Göppingen | ⊙        | 1,2           | 27. Juni 1939 |
| Vogelschutzgehölz auf Parzelle Nr. 938/9 im Gewand Ziegelholz       | BW   | 1.17.060 WDPA: 325434 | Eislingen/Fils | ⊙        | 0,4           | 27. Juni 1939 |
| Schlierbachtal zwischen Hattenhofen und Schlierbach                 | BW   | 1.17.062 WDPA: 324178 | Hattenhofen, Schlierbach Bachtal mit offener Wiesenaue und Ufergehölz entlang des Baches. | ⊙        | 50,3          | 18. Jan. 1983 |
| Hungerberg-Schildwacht                                              | BW   | 1.17.063 WDPA: 321847 | Geislingen an der Steige Naturnaher Landschaftsteil mit typischen Landschaftselementen und charakteristischem Landschaftsbild; hoher Erholungswert. | ⊙        | 262,2         | 17. März 1983 |
| Butzbachtal-Pliensbachtal                                           | BW   | 1.17.064 WDPA: 320236 | Albershausen, Bad Boll, Hattenhofen, Uhingen | ⊙        | 131,3         | 14. Juni 1983 |
| Oberes Filstal-Gemeinde Mühlhausen im Täle                          |      | 1.17.065 WDPA: 323371 | Mühlhausen im Täle 2 Teilgebiete. Reichgegliederte und abwechslungsreiche Alblandschaft mit hohem ökologischen Wert, besonders hoher Erholungswert. | ⊙        | 512,7         | 28. Juni 1983 |
| Oberes Filstal-Gemeinde Gruibingen                                  |      | 1.17.066 WDPA: 323370 | Gruibingen Reichgegliederte und abwechslungsreiche Alblandschaft mit hohem ökologischen Wert, Sicherung des besonders hohen Erholungswertes. | ⊙        | 1.708,7       | 8. Feb. 1984  |
| Oberes Filstal-Stadt Wiesensteig                                    |      | 1.17.067 WDPA: 323372 | Wiesensteig Reichgegliederte und abwechslungsreiche Alblandschaft mit hohem ökologischen und besonders hohem Erholungswert. | ⊙        | 1.845,2       | 20. März 1985 |
| Täle mit angrenzenden Landschaftsteilen                             |      | 1.17.068 WDPA: 325021 | Eislingen/Fils Reizvolles Tal mit Wiesenauen und landschaftsprägendem Streuobst; Naherholungsgebiet. | ⊙        | 320,0         | 24. Sep. 1993 |
| Schurwaldrand bei Ebersbach                                         |      | 1.17.069 WDPA: 324267 | Ebersbach an der Fils Landschaftlich vielgestaltiger Schurwaldrand mit ökologisch wertvollen Bachtälern; ausgedehnte Streuobstwiesen; reizvolles Naherholungsgebiet im Verdichtungsraum. | ⊙        | 730,7         | 30. Juni 1994 |
| Albhochflächen um Hohenstadt und Drackenstein mit oberem Gosbachtal |      | 1.17.070 WDPA: 319467 | Drackenstein, Hohenstadt Landschaftlich vielgestaltiger Albtrauf und ökologisch wertvolles oberes Gosbachtal; ausgedehnte landschaftsprägende Feldhecken mit besonderer Bedeutung für den Naturhaushalt; reizvolles Naherholungsgebiet. | ⊙        | 1.482,0       | 15. Jan. 1997 |
| Bad Ditzenbach                                                      |      | 1.17.071 WDPA: 319745 | Bad Ditzenbach Landschaftlich vielgestaltiger Albtrauf mit Leimberg, Tierstein und dem Schlossberg mit der Ruine Hiltenburg, oberes Filstal mit prägenden Wacholderheiden und Halbtrockenrasen, Kleinstrukturen wie Feldhecken, Feldgehölze und Steinriegel, landschaftsprägenden Bachläufen und Streuobstbeständen; reizvolles Naherholungsgebiet | ⊙        | 1.952,3       | 25. Jan. 2001 |
| Legende für Landschaftsschutzgebiet                                 |      |                       | |          |               |               |